# Ardahan (Provinz)

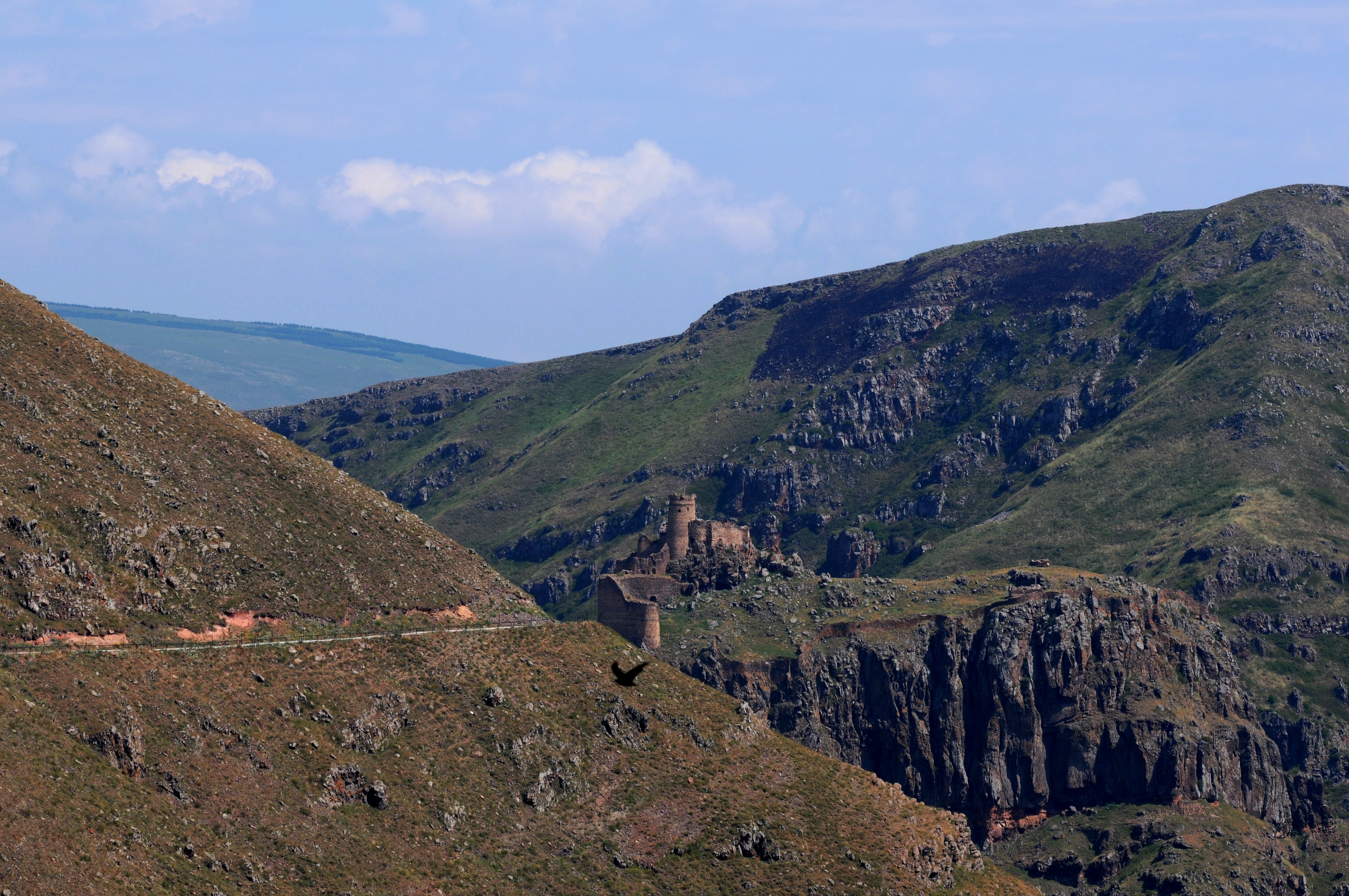
Burg Şeytan Kalesi

Ardahan ist eine türkische Provinz im Nordosten des Landes an der Grenze zu Georgien und somit eine Grenzregion zwischen Ostanatolien und dem Südkaukasus. Zwischen 1924 und 1926 war die Provinz Ardahan schon einmal selbständig, kam dann zur Provinz Kars und wurde aus dieser 1992 wieder ausgegliedert. Hauptstadt der Provinz ist das gleichnamige Ardahan.
Im Süden grenzt sie an die Provinz Kars, im Südwesten an Erzurum, im Westen an Artvin und im Norden und Osten an Georgien. Ein kleiner Teil grenzt an Armenien. Sie hat eine Fläche von 4.934 km² und über 90.000 Einwohner. Die Bevölkerung besteht aus Türken und Aserbaidschanern (darunter Yerli-Ahiska und Karapapaken/Terekeme) und Minderheiten wie Georgiern, Lasen, Kurden, Tscherkessen und anderen. Ardahan ist auch erstes Ziel für Gastarbeiter aus ehemaligen Republiken der Sowjetunion (unter anderem Georgier und Aserbaidschaner).

## Verwaltungsgliederung
Die Provinz ist in sechs Landkreise (Bezirke, İlçe) untergliedert:
| Kreis- code 1   | Landkreis       | Fläche 2 (km²) | Bevölkerung (2022) 3 | Bevölkerung (2022) 3       | Anzahl der Einheiten   | Anzahl der Einheiten  | Anzahl der Einheiten | Dichte (Ew./km²) | städt. Anteil (in %) | Sex Ratio 4 | Grün- dungs- da- tum 5, 6 | Quelle |
| Kreis- code 1   | Landkreis       | Fläche 2 (km²) | Landkreis (İlçe)     | Verwal- tungssitz (Merkez) | Gemein- den (Belediye) | Stadt- viertel (Mah.) | Dörfer (Köy)         | Dichte (Ew./km²) | städt. Anteil (in %) | Sex Ratio 4 | Grün- dungs- da- tum 5, 6 | Quelle |
| --------------- | --------------- | -------------- | -------------------- | -------------------------- | ---------------------- | --------------------- | -------------------- | ---------------- | -------------------- | ----------- | ------------------------- | ------ |
| 1144            | Ardahan Merkez  | 1.261          | 41.672               | 23.295                     | 1                      | 7                     | 62                   | 33,0             | 55,90                | 946         | 1992                      | [ 3 ]  |
| 1252            | Çıldır          | 988            | 8.693                | 2.521                      | 1                      | 9                     | 34                   | 8,8              | 29,00                | 918         | 1992                      | [ 4 ]  |
| 2008            | Damal           | 165            | 4.866                | 2.772                      | 1                      | 8                     | 7                    | 29,5             | 56,97                | 880         |                           | [ 5 ]  |
| 1356            | Göle            | 1.290          | 22.900               | 5.653                      | 2                      | 8                     | 49                   | 17,8             | 33,41                | 929         |                           | [ 6 ]  |
| 1380            | Hanak           | 647            | 8.054                | 2.819                      | 1                      | 6                     | 26                   | 12,4             | 35,00                | 903         | 1958                      | [ 7 ]  |
| 1579            | Posof           | 583            | 6.296                | 2.063                      | 1                      | 2                     | 48                   | 10,8             | 32,77                | 903         |                           | [ 8 ]  |
| PROVINZ Ardahan | PROVINZ Ardahan | 4.934          | 92.481               |                            | 7                      | 40                    | 226                  | 18,7             | 44,46                | 929         |                           |        |

## Bevölkerung
Zum Zensus 2011 betrug das Durchschnittsalter in der Provinz 28,3 Jahre (Landesdurchschnitt: 29,6), wobei die weibliche Bevölkerung durchschnittlich 2,5 Jahre älter als die männliche war (29,6 — 27,1).

### Jährliche Bevölkerungsentwicklung
Nachfolgende Tabelle zeigt die jährliche Bevölkerungsentwicklung am Jahresende nach der Fortschreibung durch das 2007 eingeführte adressierbare Einwohnerregister (ADNKS). Außerdem sind die Bevölkerungswachstumsrate und das Geschlechterverhältnis (sex ratio, also die Anzahl der Frauen pro 1000 Männer) aufgeführt. Der Zensus von 2011 ermittelte 107.776 Einwohner, das sind knapp 26.000 Einwohner weniger als beim Zensus 2000.

| Jahr   | Bevölkerung am Jahresende | Bevölkerung am Jahresende | Bevölkerung am Jahresende | Wachstums- rate der Be- völkerung (in %) | Geschlechter verhältnis (Frauen auf 1000 Männer) | Rang (unter den 81 Provinzen) |
| Jahr   | gesamt                    | männlich                  | weiblich                  | Wachstums- rate der Be- völkerung (in %) | Geschlechter verhältnis (Frauen auf 1000 Männer) | Rang (unter den 81 Provinzen) |
| ------ | ------------------------- | ------------------------- | ------------------------- | ---------------------------------------- | ------------------------------------------------ | ----------------------------- |
| 2022   | 92.481                    | 47.946                    | 44.535                    | −2,58                                    | 929                                              | 79                            |
| 2021   | 94.932                    | 49.168                    | 45.764                    | −1,28                                    | 931                                              | 79                            |
| 2020   | 96.161                    | 49.811                    | 46.350                    | −1,19                                    | 931                                              | 79                            |
| 2019   | 97.319                    | 50.697                    | 46.622                    | −1,61                                    | 920                                              | 79                            |
| 2018   | 98.907                    | 51.593                    | 47.314                    | 1,87                                     | 917                                              | 79                            |
| 2017   | 97.096                    | 50.317                    | 46.779                    | −1,26                                    | 930                                              | 79                            |
| 2016   | 98.335                    | 50.884                    | 47.451                    | −0,94                                    | 933                                              | 79                            |
| 2015   | 99.265                    | 51.141                    | 48.124                    | −1,53                                    | 941                                              | 79                            |
| 2014   | 100.809                   | 51.939                    | 48.870                    | −1,92                                    | 941                                              | 79                            |
| 2013   | 102.782                   | 52.937                    | 49.845                    | −3,62                                    | 942                                              | 79                            |
| 2012   | 106.643                   | 55.824                    | 50.819                    | −0,76                                    | 910                                              | 79                            |
| 2011   | 107.455                   | 56.467                    | 50.988                    | 1,90                                     | 903                                              | 79                            |
| 2010   | 105.454                   | 54.023                    | 51.431                    | −2,51                                    | 952                                              | 79                            |
| 2009   | 108.169                   | 56.093                    | 52.076                    | −3,63                                    | 928                                              | 79                            |
| 2008   | 112.242                   | 58.673                    | 53.569                    | −0,42                                    | 913                                              | 79                            |
| 2007   | 112.721                   | 58.095                    | 54.626                    | —                                        | 940                                              | 79                            |
| 2000 1 | 133.756                   | 69.833                    | 63.923                    |                                          | 915                                              | 78                            |

### Bevölkerungszahlen der Landkreise
Die Werte von 2000 basieren auf der Volkszählung, die restlichen (2007–2018) sind Bevölkerungsangaben am Jahresende, ermittelt durch die Fortschreibung im 2007 eingeführten Einwohnerregister (ADNKS)
| Landkreis        | 2000    | 2007    | 2008    | 2009    | 2010    | 2011    | 2012    | 2013    | 2014    | 2015   | 2016   | 2017   | 2018   | 2019   | 2020   | 2021   | 2022   |
| ---------------- | ------- | ------- | ------- | ------- | ------- | ------- | ------- | ------- | ------- | ------ | ------ | ------ | ------ | ------ | ------ | ------ | ------ |
| Çıldır           | 14.869  | 11.901  | 11.800  | 10.833  | 10.546  | 10.675  | 10.753  | 10.476  | 10.134  | 9.759  | 9.539  | 9.361  | 9.833  | 9.343  | 9.247  | 8.983  | 8.693  |
| Damal            | 8.677   | 7.606   | 7.108   | 6.977   | 6.737   | 6.544   | 6.245   | 5.897   | 5.767   | 5.554  | 5.369  | 5.345  | 5.802  | 5.334  | 5.172  | 5.127  | 4.866  |
| Göle             | 37.814  | 32.134  | 32.578  | 30.912  | 29.897  | 30.727  | 29.968  | 28.032  | 27.142  | 26.254 | 25.679 | 25.178 | 25.187 | 24.863 | 24.822 | 23.933 | 22.900 |
| Hanak            | 14.873  | 10.656  | 10.666  | 10.346  | 10.135  | 9.963   | 9.891   | 9.804   | 9.484   | 9.305  | 9.019  | 8.887  | 9.054  | 8.776  | 8.683  | 8.418  | 8.054  |
| Merkez           | 44.794  | 40.828  | 40.875  | 40.455  | 39.676  | 41.287  | 41.770  | 40.874  | 40.960  | 41.422 | 41.939 | 41.758 | 42.226 | 42.374 | 41.658 | 42.023 | 41.672 |
| Posof            | 12.729  | 9.596   | 9.215   | 8.646   | 8.463   | 8.259   | 8.016   | 7.699   | 7.322   | 6.971  | 6.790  | 6.567  | 6.805  | 6.629  | 6.579  | 6.448  | 6.296  |
| Provinz Ardahan0 | 133.756 | 112.721 | 112.242 | 108.169 | 105.454 | 107.455 | 106.643 | 102.782 | 100.809 | 99.265 | 98.335 | 97.096 | 98.907 | 97.319 | 96.161 | 94.932 | 92.481 |

## Geschichte
Die ältesten Inschriften aus Ardahan finden sich bei Çıldır (Hanak-Inschrift) und stammen von den Urartäern. Die Kimmerer gerieten hier im 8. Jahrhundert v. Chr. auf ihrem Weg vom Kaukasus nach Kleinasien in feindseligen Kontakt mit dem Reich von Urartu. Nach Urartu beherrschten um 650 v. Chr. die Meder diese Gegend. Von den Medern ging die Herrschaft 550 v. Chr. auf die Perser über. Ardahan gehörte danach verschiedenen Reichen und Kulturen an, unter anderen den Georgiern, Griechen, Römern und Armeniern, und kam 1069 unter die Kontrolle der Seldschuken. Seit 1551 herrschten hier die Osmanen, die das Gebiet nach dem Russisch-Osmanischen Krieg 1878 an das Russische Zarenreich abtreten mussten. Nach dem Ersten Weltkrieg kam Ardahan kurzzeitig an die Demokratische Republik Georgien. Nach der Okkupation Georgiens durch Sowjetrussland wurde die Provinz mit dem Vertrag von Kars 1922 an die Türkei abgegeben. Ardahan wurde mit Kars zu einer Provinz zusammengefasst, aber 1992 als eigene Provinz wiederhergestellt.

## Sehenswürdigkeiten
- Burg in Ardahan, erbaut 1544 durch Sultan Süleyman I.
- Die Burg Şeytan Kalesi (deutsch: „Teufelsburg“) in Çıldır unmittelbar an der georgischen Grenze
- Çıldır-See und Aktaş-See (beide im Landkreis Çıldır) an der georgischen Grenze